# Tetanurae
De Tetanurae ("stijfstaarten") vormen een onderverdeling van de Theropoda, vleesetende dinosauriërs. De klade is in 1986 door Gauthier gedefinieerd als de groep bestaande uit de vogels en alle theropoden nauwer verwant aan de vogels dan aan de Ceratosauria. Novas gaf in 1992 een afwijkende definitie als nodusklade: de groep bestaande uit de laatste gemeenschappelijke voorouder van de Aves en Allosaurus en als zijn afstammelingen. Paul Sereno definieerde het concept in 1998 als de groep bestaande uit de Neornithes en alle Neotheropoda nauwer verwant aan de Neornithes dan aan Torvosaurus, een pijnlijke vergissing daar Torvosaurus juist lid was van een subgroep die hij wilde insluiten. Padian gebruikte in 1999 Serenos definitie maar verving Torvosaurus weer door Ceratosaurus. Wilson liet in 2003 die kwalificatie "neotheropoda" weg en had het exacter over Ceratosaurus nasicornis. In 2004 definieerde Holtz volgens de moderne conventies als: de groep die bestaat uit de huismus Passer domesticus en alle soorten die nauwer verwant zijn aan Passer dan aan Ceratosaurus nasicornis. Sereno sloot voor de zekerheid in 2005 ook Carnotaurus sastrei uit.
De Tetanurae worden onderverdeeld in de Spinosauroidea en de Avetheropoda, waarbij er echter op gewezen moet worden dat dit geen uitsluitende onderverdeling per definitie is: het is theoretisch mogelijk dat de Spinosauroidea tot de Avetheropoda behoren, hoewel de bekende gegevens hier niet op wijzen. Ook zijn er vermoedelijk basale tetanuren die buiten beide onderverdelingen vallen. Om dat te beklemtonen worden die hoofdgroepen wel verenigd in een Orionides.
De eerste bekende Tetanurae stammen uit het Bathonien (Poekilopleuron). Nog levende Tetanurae zijn de huidige vogels.